# Luigi Musso
Luigi Musso (* 28. Juli 1924 in Rom; † 6. Juli 1958 in Reims) war ein italienischer Formel-1- und Sportwagen-Rennfahrer.

## Karriere

### Der Diplomatensohn
Luigi Musso war der jüngste von drei Söhnen eines italienischen Diplomaten, der vorrangig in China seinem Land gedient hatte. Die Familie war wohlhabend, sodass er sich alle Sportarten eines „Gentleman“ leisten konnte. Musso galt als begabter Sportschütze, Reiter und Fechter.
Von Jugend an war er vom Motorsport begeistert und wurde insbesondere geprägt durch die erfolgreichen Ambitionen seines ältesten Bruders Giuseppe in diesem Bereich. Also kaufte sich Luigi Musso einen kleinen 750-cm³-Giannini, um an der „Giro Sicilia“ 1950 teilzunehmen. Mit einem Crash in das Denkmal des Staatsheroen Giuseppe Garibaldi und einem Getriebedefekt endete dieses erste Rennen.

### Durchbruch beim Maserati-Nachwuchsteam
Erst 1952 konnte Musso einen seiner Brüder davon überzeugen, ihm seinen Stanguellini anzuvertrauen, mit dem er Erfolg versprechende Leistungen zeigte. Doch sein eigentlicher Durchbruch zeichnete sich ab, als Maserati mit drei jungen Fahrern ein Sportwagen-Nachwuchsteam plante: Sergio Mantovani, Emilio Giletti und eben Luigi Musso. Schon bald hatte Musso den Titel in der 2,5-l-Sportwagenklasse errungen. Erste Fahrten in einem Grand-Prix-Monoposto folgten bereits Ende 1953. 1954 bestritt er sowohl internationale Sportwagenrennen als auch mit einem Maserati 250F gelegentlich Formel-1-Rennen, wobei er mit dem zweiten Platz beim Großen Preis von Spanien auf sich aufmerksam machte und auch den nicht zur WM gehörenden Grand Prix von Pescara gewann.

### Der Wechsel zu Ferrari
1955 blieb er noch bei Maserati und wurde erneut italienischer Meister. Aber zu Beginn der Automobil-Weltmeisterschaft 1956 engagierte ihn Ferrari, wo er – wie es damals bei fast allen Piloten üblich war – sowohl Sportwagen- als auch Formel-1-Läufe absolvierte. In Argentinien übernahm Juan Manuel Fangio seinen Wagen und gewann das Rennen, sodass er sich mit diesem den Sieg teilte. Bei dem 12-Stunden-Rennen von Sebring erreichte er den zweiten Platz und bei der Mille Miglia den dritten Rang. Ein erneuter Sieg wäre erreichbar gewesen, doch nach einem Unfall beim 1000-km-Rennen auf dem Nürburgring musste er viele Wochen pausieren. Im September war er wieder einigermaßen genesen. Beim Grand Prix von Italien weigerte er sich, seinen Wagen an Fangio abzutreten. Er lag nach einem wechselvollen Rennen mit vielen Führungswechseln und Defekten an der Spitze und war auf dem Weg zum Sieg, als an seinem Wagen drei Runden vor Rennende der Lenkhebel brach und er ausschied.
Nach diesen relativen Enttäuschungen blieb er jedoch bei Ferrari als reguläres Teammitglied und gewann in Buenos Aires 1957 das 1000-km-Rennen für Sportwagen und nahm an verschiedenen Grand Prix teil. Ein Sieg bei der renommierten Targa Florio rundete seinen Erfolg ab. Sein bestes Jahr war die Automobil-Weltmeisterschaft 1957, in der er mit 16 Punkten Dritter der Weltmeisterschaft wurde. Außerdem gewann er in jenem Jahr den nicht zur Weltmeisterschaft zählenden GP in Reims.
In seinen 24 Formel-1-Rennen bewies Musso oft seine Vielseitigkeit und Zuverlässigkeit, gerade in Argentinien und in Frankreich zeigte er seine besten Leistungen und war Fangio oder Mike Hawthorn absolut ebenbürtig. Neben dem Sieg in Buenos Aires 1956 zeugten fünf zweite Ränge, ein dritter, ein vierter und ein fünfter Platz von seiner Klasse.

### Der tödliche Unfall in Reims
Beim Großen Preis von Frankreich 1958 in Reims hielt Musso dichten Anschluss an seinen Teamkollegen Mike Hawthorn, als sein Wagen in einer langen, schnellen Kurve mit rund 200 km/h in einen Graben schoss und er selbst aus dem Sitz geschleudert wurde. An den schweren Verletzungen starb er einige Stunden später in einem Krankenhaus der Stadt.

## Statistik

### Statistik in der Automobil-Weltmeisterschaft

#### Grand-Prix-Siege
- 1956:  Argentinien (Buenos Aires)

#### Gesamtübersicht
| Saison | Team                      | Chassis            | Motor           | Rennen | Siege | Zweiter | Dritter | Poles | schn. Rennrunden | Punkte | WM-Pos. |
| ------ | ------------------------- | ------------------ | --------------- | ------ | ----- | ------- | ------- | ----- | ---------------- | ------ | ------- |
| 1953   | Officine Alfieri Maserati | Maserati A6GCM     | Maserati 2.0 L6 | 1      | −     | −       | −       | −     | −                | −      | NC      |
| 1954   | Officine Alfieri Maserati | Maserati 250F      | Maserati 2.5 L6 | 2      | −     | 1       | −       | −     | −                | 6      | 8.      |
| 1955   | Officine Alfieri Maserati | Maserati 250F      | Maserati 2.5 L6 | 6      | −     | −       | −       | −     | −                | 6      | 10.     |
| 1956   | Scuderia Ferrari          | Ferrari D50        | Ferrari 2.5 V8  | 4      | 1     | −       | −       | −     | −                | 4      | 11.     |
| 1957   | Scuderia Ferrari          | Ferrari D50A       | Ferrari 2.5 V8  | 1      | −     | −       | −       | −     | −                | 16     | 3.      |
| 1957   | Scuderia Ferrari          | Ferrari 801        | Ferrari 2.5 V8  | 5      | −     | 2       | −       | −     | 1                | 16     | 3.      |
| 1958   | Scuderia Ferrari          | Ferrari Dino 246F1 | Ferrari 2.4 V6  | 5      | −     | 2       | −       | −     | −                | 12     | 8.      |
| Gesamt | Gesamt                    | Gesamt             | Gesamt          | 24     | 1     | 5       | −       | −     | 1                | 44     |         |

#### Einzelergebnisse
| Saison | 1   | 2 | 3 | 4   | 5 | 6   | 7   | 8   | 9 | 10 | 11 |
| ------ | --- | - | - | --- | - | --- | --- | --- | - | -- | -- |
| 1953   |     |   |   |     |   |     |     |     |   |    |    |
|        |     |   |   |     |   |     |     | -/7 |   |    |    |
| 1954   |     |   |   |     |   |     |     |     |   |    |    |
| DNF    |     |   |   |     |   |     | DNF | 2   |   |    |    |
| 1955   |     |   |   |     |   |     |     |     |   |    |    |
| 7/DNF  | DNF |   | 7 | 3   | 5 | DNF |     |     |   |    |    |
| 1956   |     |   |   |     |   |     |     |     |   |    |    |
| 1/-    | DNF |   |   |     |   | DNF | DNF |     |   |    |    |
| 1957   |     |   |   |     |   |     |     |     |   |    |    |
| DNF    |     |   | 2 | 2   | 4 | DNF | 8   |     |   |    |    |
| 1958   |     |   |   |     |   |     |     |     |   |    |    |
| 2      | 2   | 7 |   | DNF | † |     |     |     |   |    |    |

| Legende  | Legende            | Legende                                                          |
| Farbe    | Abkürzung          | Bedeutung                                                        |
| -------- | ------------------ | ---------------------------------------------------------------- |
| Gold     | –                  | Sieg                                                             |
| Silber   | –                  | 2. Platz                                                         |
| Bronze   | –                  | 3. Platz                                                         |
| Grün     | –                  | Platzierung in den Punkten                                       |
| Blau     | –                  | Klassifiziert außerhalb der Punkteränge                          |
| Violett  | DNF                | Rennen nicht beendet (did not finish)                            |
| Violett  | NC                 | nicht klassifiziert (not classified)                             |
| Rot      | DNQ                | nicht qualifiziert (did not qualify)                             |
| Rot      | DNPQ               | in Vorqualifikation gescheitert (did not pre-qualify)            |
| Schwarz  | DSQ                | disqualifiziert (disqualified)                                   |
| Weiß     | DNS                | nicht am Start (did not start)                                   |
| Weiß     | WD                 | zurückgezogen (withdrawn)                                        |
| Hellblau | PO                 | nur am Training teilgenommen (practiced only)                    |
| Hellblau | TD                 | Freitags-Testfahrer (test driver)                                |
| ohne     | DNP                | nicht am Training teilgenommen (did not practice)                |
| ohne     | INJ                | verletzt oder krank (injured)                                    |
| ohne     | EX                 | ausgeschlossen (excluded)                                        |
| ohne     | DNA                | nicht erschienen (did not arrive)                                |
| ohne     | C                  | Rennen abgesagt (cancelled)                                      |
| ohne     | keine WM-Teilnahme |                                                                  |
| sonstige | P/fett             | Pole-Position                                                    |
| sonstige | 1/2/3/4/5/6/7/8    | Punktplatzierung im Sprint-/Qualifikationsrennen                 |
| sonstige | SR/kursiv          | Schnellste Rennrunde                                             |
| sonstige | *                  | nicht im Ziel, aufgrund der zurückgelegten Distanz aber gewertet |
| sonstige | ()                 | Streichresultate                                                 |
| sonstige | unterstrichen      | Führender in der Gesamtwertung                                   |

### Le-Mans-Ergebnisse
| Jahr | Team                      | Fahrzeug      | Teamkollege     | Platzierung | Ausfallgrund    |
| ---- | ------------------------- | ------------- | --------------- | ----------- | --------------- |
| 1955 | Officine Alfieri Maserati | Maserati 300S | Luigi Valenzano | Ausfall     | Getriebeschaden |
| 1957 | Scuderia Ferrari          | Ferrari 335S  | Mike Hawthorn   | Ausfall     | Motorschaden    |

### Sebring-Ergebnisse
| Jahr | Team                      | Fahrzeug          | Teamkollege        | Platzierung | Ausfallgrund |
| ---- | ------------------------- | ----------------- | ------------------ | ----------- | ------------ |
| 1954 | Officine Alfieri Maserati | Maserati A6GCS/53 | Ferdinando Gatta   | Ausfall     | Bremsen      |
| 1956 | Scuderia Ferrari          | Ferrari 860 Monza | Harry Schell       | Rang 2      |              |
| 1957 | Ferrari Factory           | Ferrari 315 Sport | Alfonso de Portago | Rang 7      |              |
| 1958 | Scuderia Ferrari          | Ferrari 250TR/58  | Olivier Gendebien  | Rang 2      |              |

### Einzelergebnisse in der Sportwagen-Weltmeisterschaft
| Saison | Team             | Rennwagen                                         | 1   | 2   | 3   | 4   | 5   | 6   | 7   |
| ------ | ---------------- | ------------------------------------------------- | --- | --- | --- | --- | --- | --- | --- |
| 1953   | Maserati         | Maserati A6GCS                                    | SEB | MIM | LEM | SPA | NÜR | RTT | CAP |
| 1953   | Maserati         | Maserati A6GCS                                    | DNF |     |     |     |     |     |     |
| 1954   | Maserati         | Maserati A6GCS                                    | BUA | SEB | MIM | LEM | RTT | CAP |     |
| 1954   | Maserati         | Maserati A6GCS                                    | 6   | DNF | 3   |     | 5   |     |     |
| 1955   | Maserati         | Maserati A6GCS Maserati 300S                      | BUA | SEB | MIM | LEM | RTT | TAR |     |
| 1955   | Maserati         | Maserati A6GCS Maserati 300S                      |     |     | DNF | DNF | 5   | DNF |     |
| 1956   | Scuderia Ferrari | Ferrari 410 Sport Ferrari 860 Monza Ferrari 290MM | BUA | SEB | MIM | NÜR | KRI |     |     |
| 1956   | Scuderia Ferrari | Ferrari 410 Sport Ferrari 860 Monza Ferrari 290MM | DNF | 2   | 3   | DNF |     |     |     |
| 1957   | Scuderia Ferrari | Ferrari 290MM Ferrari 315S Ferrari 335S           | BUA | SEB | MIM | NÜR | LEM | KRI | CAR |
| 1957   | Scuderia Ferrari | Ferrari 290MM Ferrari 315S Ferrari 335S           | 1   | 7   |     |     | DNF | 4   | 2   |
| 1958   | Scuderia Ferrari | Ferrari 250TR                                     | BUA | SEB | TAR | NÜR | LEM | RTT |     |
| 1958   | Scuderia Ferrari | Ferrari 250TR                                     | 2   | 2   | 1   | 4   |     |     |     |